# Jana Revedin

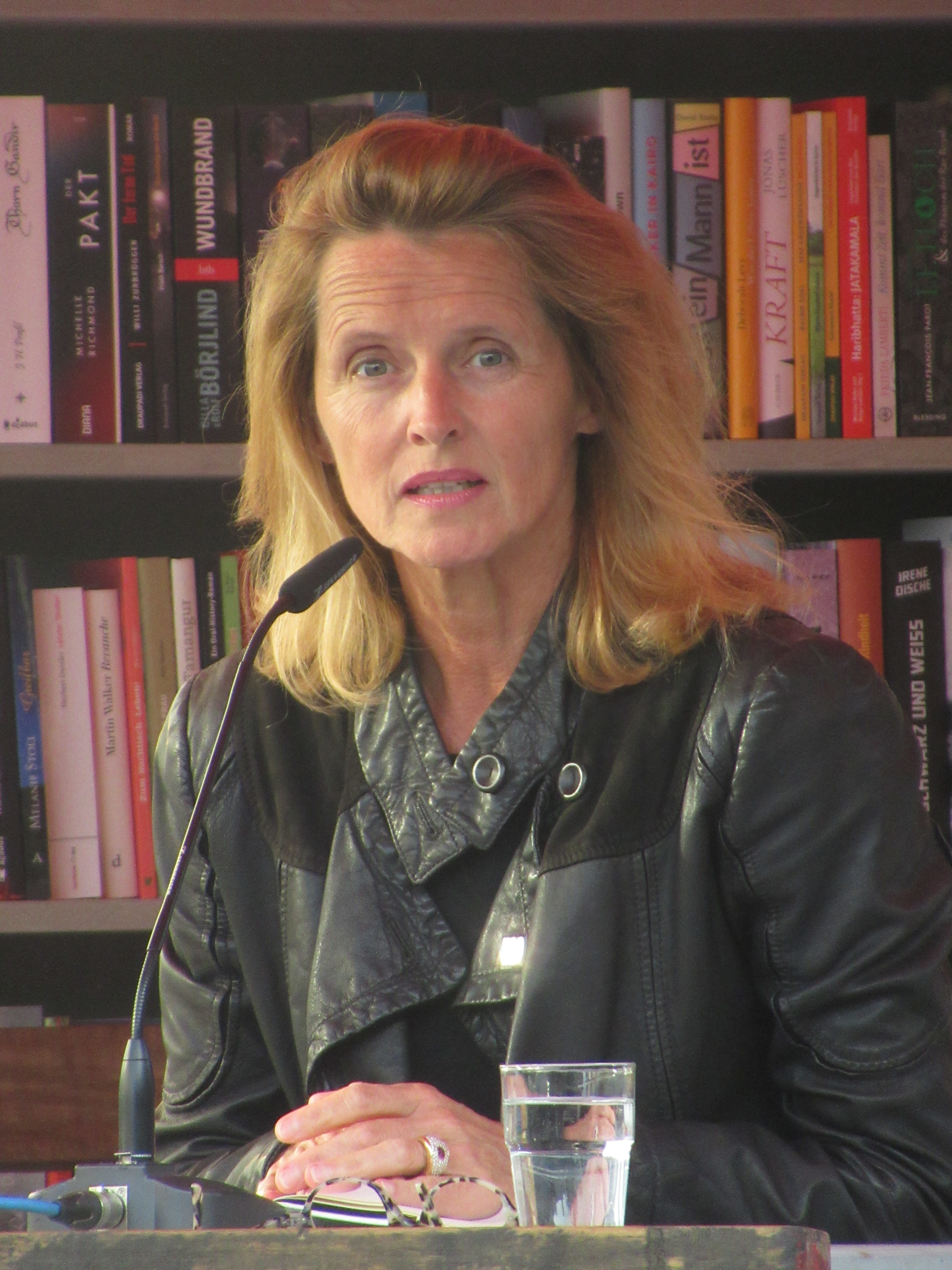
Jana Revedin bei StadtLesen 2019 in Dessau-Roßlau

Jana Revedin (* 1965 in Konstanz) ist eine deutsche Architektin, Architekturtheoretikerin und Schriftstellerin. 

## Leben
Jana wurde als viertes Kind in der preußischen Adelsfamilie Freyhold in Konstanz geboren und verlebte ihre Kindheit in einem Haus eines Bauhaus-Architekten am Bodensee. Sie machte zunächst eine Ausbildung als Tischlerin. Nach dem Studium von Architektur und Städtebau in Buenos Aires, an der Princeton University und an der Polytechnischen Universität Mailand promovierte und habilitierte sie an der Universität IUAV Venedig über das Verständnis des öffentlichen Raums als Katalysator demokratischen Selbstverständnisses in der deutschen Bauhaus-Reform-Moderne (Tutor Aldo Rossi) und ist nach Professuren an der Universität Umeå und der BTH Blekinge, beide in Schweden, heute ordentliche Professorin für Architektur und Städtebau an der École Spéciale d’Architecture Paris. Von 2017 bis 2019 war sie Gastprofessorin an der Ecole supérieure d’architecture der Universität Lyon und ist seither Mitglied des Forschungslabors „Environment Ville Société“ des CNRS. Von 2018 bis 2022 war sie Mitglied des Aufsichtsrats der Universität ENSAP Bordeaux (ENSAPBx), seit 2023 Mitglied des Aufsichtsrats und des Environmental And Social Responsibility Komitees des Weltmarktführers nachhaltiger Baustoffe, der Compagnie de Saint-Gobain.
Als Autorin von Standardwerken der Architekturtheorie ist sie auf die deutsche Reform-Avantgarde des Bauhauses spezialisiert, deren sozialen und ökologischen Anspruch sie zum Maßstab zeitgenössischer nachhaltiger Architektur und Stadtentwicklung und einer „Aktiven Pädagogik“ in der Architekturlehre macht. Revedin ist Gründerin und Präsidentin des Global Award for Sustainable Architecture unter Ehrenschutz der UNESCO und der UIA.
Ihr biografischer Roman „Jeder hier nennt mich Frau Bauhaus“ zum Leben von Ise Frank, Walter Gropius’ zweiter Ehefrau und Wegbereiterin der Bauhaus-Idee (DuMont 2018, Spiegel-Bestseller), wurde 2019 für den Preis der Leipziger Buchmesse, den Walter-Kempowski-Literaturpreis des Landes Niedersachsen und als 3sat-Verfilmung für den Grimme-Preis 2019 nominiert. Seine italienische Übersetzung (Neri Pozza 2020) war wochenlang auf der Bestsellerliste der Repubblica. Ihr biografischer Roman „Margherita“ (Aufbau 2020, Spiegel- und Presse-Bestseller) erzählt die kulturelle und soziale Renaissance Venedigs in den 1920er und 1930er Jahren. 2021 erschien ihr dritter Roman dieses Zyklus außerordentlicher Frauen der 1920er Jahre: „Flucht nach Patagonien“ (Aufbau 2021): Die Pariser Kunstmäzenin Eugenia Errázuriz bereitet für ihr letztes Talent, den jüdischen Architekten Jean-Michel Frank, die Flucht aus dem vom Nationalsozialismus bedrohten Europa vor. 
2023 erschien „Der Frühling ist in den Bäumen“, in dem sie Position gegen Gewalt gegen Frauen bezieht. Protagonistin ist ihre eigenen Mutter Renina von Freyhold, Philosophin und Journalistin, die in den frühen Fünfziger Jahren mit der Gründung der ersten Frauenzeitschrift Deutschlands – Lady – jungen Frauen ein neues Selbstbild gab.
Seit 1991 ist sie mit Antonio Revedin, dem Hafendirektor Venedigs und Enkel von Margherita Revedin verheiratet. Sie lebt und arbeitet in Venedig und in Wernberg, Kärnten.

## Preise und Auszeichnungen
- seit 2023: Mitglied der Académie d’Architecture Paris
- seit 2023: Mitglied des Aufsichtsrats und des Environmental And Social Responsibility Komitees der Compagnie de Saint-Gobain
- 2022: Kuratorin der Internationalen Ausstellung „Terre! Land in Sight!“ der Architekturbiennale BAP! Versailles
- seit 2021: Design-Peer Advisor der Forschungsinitiative Zukunft Bau (BBSR) Bonn, der Royal Danish Academy Kopenhagen und des Aedes Network Campus Berlin
- 2019: Nominierung für den Grimme-Preis, den Preis der Leipziger Buchmesse und den Walter Kempowski Preis
- 2018 - 2022: Mitglied des Aufsichtsrats der Architekturuniversität ENSAP Bordeaux
- 2017: Medaille der Academie d’Architecture Paris für herausragende Leistungen zur Entwicklung des kritischen Diskurses in Architektur und Städtebau
- 2016: Medaille der Academie d’Architecture Paris für die Direktion herausragender Dissertationen
- 2014: Ritter des Französischen Ordre des Arts et des Lettres
- 2013: Preis für Teaching Excellence der Europäischen Städtebau-Universitäten AESOP
- 2013: Weltsieger des UN-Habitat-Wettbewerbs „Revitalisierung von Siedlungsbau“
- seit 2012: UNESCO-Delegierte und UIA Advisor der Forschungs- und Lehrkommission EDUCOM der UIA (International Union of Architects)
- seit 2006: Gründerin und Präsidentin des Architekturpreises „Global Award for Sustainable Architecture“, unter Ehrenschutz der UNESCO und der UIA
- seit 2002: UNESCO-Expertin für nachhaltige Architektur und Stadtentwicklung

## Schriften (Auswahl)
Architektur
- „The Concept of Open Space in the Reformatory Architecture of the German Avant-Garde“, National Library / Milan Polytechnic University, Rom/Mailand 1991
- mit Domenico Luciani: “Garten, Landschaft: Wahlverwandtschaften”, Alinea, Mailand 1992
- „Gärten in Kärnten: historische Gartenbilder“, Heyn, Klagenfurt 1996
- “Monument and Modernity: Style and language of the Hallenbauten, elements of construction of the Democratic Town”, Doctoral Dissertation, National Library/IUAV, Rom/Venedig 2000
- “Architecture in the Making: The gau:di EU-Competition on Sustainable Architecture 2006 - 2012” Gallimard Editions Alternatives, Paris 2012
- “The Eleven Books on Architecture: Design Theories for Societies in Change”, BTH, Karlskrona 2013
- “Altes Handwerk in Venedig: Die Lagunenstadt neu entdeckt”, Styria, Wien 2013
- “The Radicant City: Why Sustainable Living Space grows Like Ivy”, in: “Re-enchanter le Monde: L’architecture et la ville face aux grandes transitions”, Gallimard Collection Manifesto, Paris 2014
- “La ville rebelle: Démocratiser le projet urbain”, avec une préface de Yona Friedman and an epilogue by Christopher Alexander, Gallimard Collection Manifesto, Paris 2015
- „Construire avec l'immatériel: Temps, usages, communauté, droit, climat ... Nouvelles ressources pour l'architecture“, avec une préface de Pascal Nicolas Le Strat, Gallimard, collection Manifesto, Paris 2018
- Jana Revedin, “L’Architecte et l’existant: Construire avec ce qui est déjà là”, mit einem Vorwort von Charles Landry, Gallimard, collection Manifesto, Paris 2022
- Marie-Hélène Contal, Jana Revedin: “Sustainable Design I - X: Towards a New Ethics for Architecture and the City”, Gallimard Editions Alternatives, Paris 2009 - 2023
- Marie-Hélène Contal, Jana Revedin: “Architecture is Education”, ArchiTangle Berlin 2024
- Marie-Hélène Contal, Jana Revedin: “Architecture is Experimentation”, ArchiTangle Berlin 2024

Belletristik
- Jeder hier nennt mich Frau Bauhaus: Das Leben der Ise Frank, DuMont, Köln 2018 ISBN 978-3-8321-8354-7
- ins Italienische übersetzt als La signora Bauhaus, Neri Pozza, Mailand 2020, ISBN 978-88-545-1987-9
- Margherita, Berlin: Aufbau Verlag, Berlin 2020, ISBN 978-3-351-03830-4
- Flucht nach Patagonien, Berlin: Aufbau Verlag, Berlin 2021, ISBN 978-3-351-03809-0
- Der Frühling ist in den Bäumen, Aufbau Verlag, Berlin 2023, ISBN 978-3-351-04192-2